# 丁毓驥
丁毓驥（?—?），山東省登州府黃縣人，清朝政治人物、同進士出身。
光緒二十九年（1903年），参加光緒癸卯科殿試，登進士三甲第27名。同年閏五月，以主事分部学习。历任法部主事，江苏司行走，加四级。